# Mycoplasma buccale
Mycoplasma buccaleはマイコプラズマ属細菌の一種である。この属の細菌は細胞膜の周囲に細胞壁がない。細胞壁がないため、ペニシリンや他のβ-ラクタム系抗生物質など細胞壁合成を標的とする一般的な抗生物質が有効でない。マイコプラズマは現在発見されている中で最も小さな細菌細胞であり、酸素がなくても生存でき、その直径は通常約0.1μmである。
1974年に初めて記載され、ヒトには稀に感染すると考えられている。基準株はATCC 23636 = CIP 105530 = IFO (now NBRC) 14851 = NCTC 10136。この種は、通常の他のマイコプラズマには致命的である紫外線の有害な影響から回復する能力があることで知られている。